# اميد مجد
اميد مجد (بالفارسية: اُمید مجد) (1971 - ) شاعر إيراني اشتهر بترجمته الشعرية الفارسية للقرآن وهو الآن معيد في جامعة طهران.